# Ovädret Hans
Ovädret Hans, alternativt stormen Hans, var ett extremväder som påverkade områden i Danmark, Finland, Norge och Sverige samt delar av de baltiska länderna. Ovädret orsakade jordskred, översvämningar, skador på infrastruktur och egendom, och dödsfall. Ovädret Hans härjade i Sverige mellan den 6 och 11 augusti 2023.

## Konsekvenser

### Baltikum
I Baltikum avled två personer till följd av skador efter att ha träffats av fallande träd.

### Norge

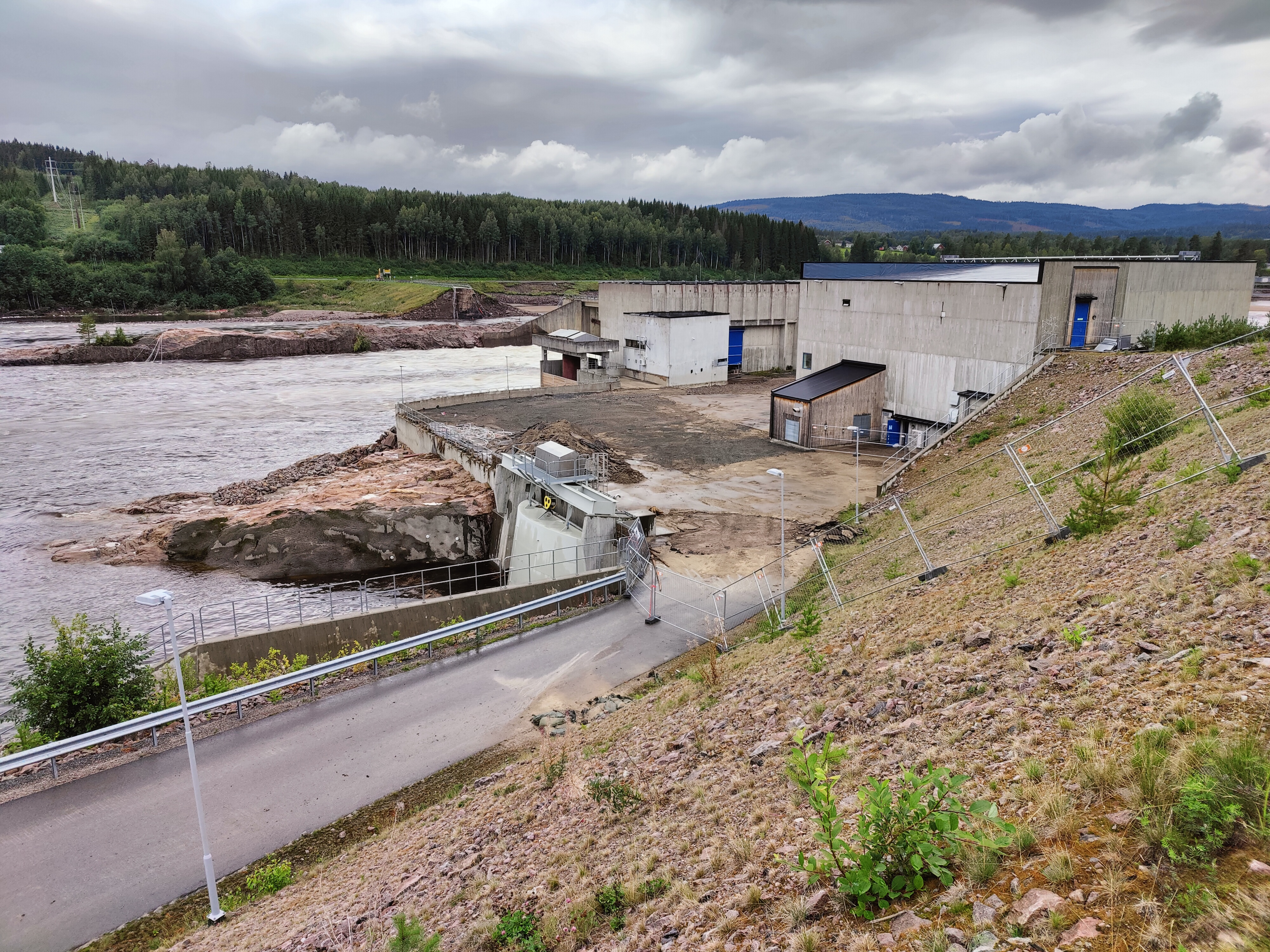
Braskereidfoss kraftverk.

Vid Braskereidfoss kraftverk i Våler kommun öppnades inte slussarna som de skulle. Vatten rann därför över dammen och trängde in i båda stationerna.

### Sverige
SMHI utfärdade en röd varning den 8 augusti 2023.
Ett SJ-tåg spårade ur på sträckan mellan Iggesund och Hudiksvall. Tre personer skadades.
En större fjällbäck drabbades av jord-/slamskred och svämmade över centrala Åre, där befolkningen fick ett VMA utfärdat och händelsen lämnade efter sig omfattande skador i intilliggande tätbebyggelse.